# ريك فرازير (لاعب هوكي جليد)
ريك فرازير هو لاعب هوكي جليد كندي، ولد في 11 يوليو 1954 في سارنيا في كندا.

## وصلات خارجية
- ريك فرازير على موقع EliteProspects.com (الإنجليزية)
- ريك فرازير على موقع HockeyDB.com (الإنجليزية)
- ريك فرازير على موقع Hockey-Reference.com (الإنجليزية)